# زندگی سرور ما

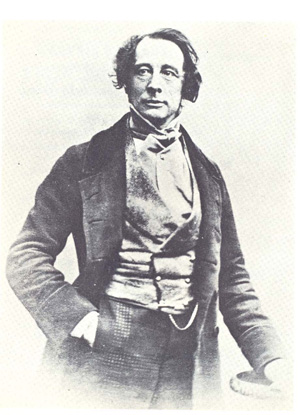
چارلز دیکنز در سال ۱۸۴۹

زندگی سرور ما کتابی دربارهٔ زندگی عیسی مسیح به قلم چارلز دیکنز، رمان‌نویس انگلیسی است. او این کتاب را بین سال‌های ۱۸۴۶ تا ۱۸۴۹، هنگامی که دیوید کاپرفیلد را می‌نوشت، برای فرزندان خردسالش نوشته است. زندگی سرور ما در سال ۱۹۳۴، ۶۴ سال پس از مرگ دیکنز منتشر شد.

## نسخهٔ خطی
دیکنز زندگی سرور ما را منحصراً برای فرزندانش نوشت، و هر کریسمس آن را با صدای بلند برایشان می‌خواند. او انتشار این کتاب را تا زمانی که زنده بود اکیداً ممنوع کرد و از خواهرزنش، جورجینا هوگارت، خواهشش کرد که مطمئن شود خانوادهٔ دیکنز «هرگز حتی نسخهٔ خطی یا نسخه‌ای از آن را به کسی بیرون از خانه ندهند». نسخهٔ خطی دست‌نویس دیکنز پس از مرگ وی در سال ۱۸۷۰ به جورجینا هوگارت سپرده شد. پس از مرگ هوگارت در سال ۱۹۱۷، این کتاب به مالکیت سر هنری فیلدینگ دیکنز، آخرین پسر بازماندهٔ دیکنز، درآمد. خانوادهٔ دیکنز همچنان در هر کریسمس آن را می‌خواندند و به درخواست دیکنز، انتشار آن را تا زمان مرگ آخرین فرزندش به تعویق انداختند.

کتاب این گونه آغاز می‌شود:
فرزندان عزیزم، من بسیار مشتاقم که شما چیزی دربارهٔ تاریخ عیسی مسیح بدانید؛ زیرا همه باید دربارهٔ او بدانند. هیچ‌کس تا به حال به خوبی، مهربانی، ملایمت و دردمندی برای همهٔ کسانی که اشتباه می‌کردند یا به هر نحوی بیمار یا بدبخت بودند، مانند او وجود نداشته است.

## اقتباس‌ها
برای شروع، اقتباسی از زندگی سرور ما به قلم نمایشنامه‌نویس آمریکایی، جفری هچر، توسط نتیجهٔ نسل پنجم نویسنده، یعنی جرالد چارلز دیکنز، در سال ۲۰۱۵ در تئاتر موزیک باکس مینیاپولیس اجرا شد. این نمایشنامه در سال ۲۰۱۷ دوباره اجرا شد.
انیمیشن شاه شاهان، اقتباسی از این کتاب و محصول موفاک استودیوز کرهٔ جنوبی است که توسط آنجل استودیوز در ۱۱ آوریل ۲۰۲۵ منتشر شد. کنت برانا، پیرس برازنان، مارک همیل، اسکار آیزاک و اوما تورمن از جمله صداپیشگان این اثر هستند.